# Houston pronto soccorso
Houston pronto soccorso (Cutter to Houston) è una serie televisiva statunitense in 9 episodi trasmessi per la prima volta nel corso di una sola stagione nel 1983.
È una serie del genere medico incentrata sulle vicende del personale del Cutter Community Hospital nella piccola città di Cutter, Texas. La serie vede nel cast Shelley Hack nel ruolo del chirurgo Beth Gilbert, trasferita a Cutter dai suoi superiori, Jim Metzler nel ruolo del dottor Andy Fenton, un medico generico di provincia, e Alec Baldwin nel ruolo del dottor Hal Wexler, un medico in libertà vigilata perché responsabile di prescrizioni illegali. A causa dei bassi ascolti la serie fu annullata dopo pochi episodi e fu sostituita dalla CBS da un'altra serie di breve durata, I ragazzi del computer.

## Personaggi e interpreti
- Dottor Andy Fenton (9 episodi, 1983), interpretato da	Jim Metzler.
- Dottor Hal Wexler (9 episodi, 1983), interpretato da	Alec Baldwin.
- Dottoressa Beth Gilbert (9 episodi, 1983), interpretata da	Shelley Hack.
- Connie Buford (9 episodi, 1983), interpretata da	K Callan.
- Infermiera Patty Alvarez (9 episodi, 1983), interpretata da	Susan Saldivar.
- Sindaco Warren Jarvis (9 episodi, 1983), interpretato da	Noble Willingham.
- Sarah Rose (2 episodi, 1983), interpretata da	Cori Wellins.

## Produzione
La serie, ideata da Sandor Stern, fu prodotta da Columbia Broadcasting System.  Le musiche furono composte da J.A.C. Redford.

### Registi
Tra i registi della serie sono accreditati:
- Richard Michaels in un episodio (1983)
- Sandor Stern in un episodio (1983)

### Sceneggiatori
Tra gli sceneggiatori della serie sono accreditati:
- Larry Mollin in 2 episodi (1983)
- Sandor Stern in un episodio (1983)
- Rick Edelstein

## Distribuzione
La serie fu trasmessa negli Stati Uniti dal 1º ottobre 1983 al 31 dicembre 1983 sulla rete televisiva CBS. In Italia è stata trasmessa con il titolo Houston pronto soccorso.
Alcune delle uscite internazionali sono state:
- negli Stati Uniti il 1º ottobre 1983 (Cutter to Houston)
- in Germania Ovest (Die Texas-Klinik)
- in Italia (Houston pronto soccorso)

## Episodi
| Stagione       | Episodi | Prima TV USA |
| -------------- | ------- | ------------ |
| Prima stagione | 9       | 1983         |